# Rhene plana
Rhene plana là một loài nhện trong họ Salticidae.
Loài này thuộc chi Rhene. Rhene plana được Ehrenfried Schenkel-Haas miêu tả năm 1936.